# Simonsche Blutung
Als Simonsche Blutung oder Simonsches Zeichen wird in der Rechtsmedizin eine Einblutung in das Ligamentum longitudinale anterius oder der bauchseitigen Bandscheibenteile der Wirbelsäule (vorzugsweise Lendenwirbelsäule) bezeichnet. Sie tritt beim Tod durch Erhängen auf und gilt dann als vitale Reaktion. Ursache ist eine Zugspannung auf den Bandapparat.
Die Simonsche Blutung wurde durch den deutschen Gerichtsmediziner Axel Simon (1931 – 2012) im Jahr 1968 erstmals beschrieben.